# Henri Tollin

Henri Tollin, um 1900

Henri Guillaume Nathanaël Tollin (geboren 5. Mai 1833 in Berlin; gestorben 11. Mai 1902 in Magdeburg) war ein französisch-reformierter Pfarrer in Magdeburg und Gründer des Deutschen Hugenotten-Vereins.

## Leben und Wirken
Tollin war ein Sohn des Berliner reformierten Predigers Franz Nicolas Eduard Tollin. Nach dem Studium in Berlin und Bonn arbeitete er zuerst als Lehrer am französischen Gymnasium in Berlin, an dem er auch selbst ausgebildet worden war. 1862 wurde er reformierter Pfarrer in Frankfurt (Oder), 1871 in Schulzendorf bei Lindow (Mark). Von 1876 bis zu seinem Tod war er Prediger der Französisch-Reformierten Kirchengemeinde in Magdeburg.
Neben seinen Amtspflichten verfasste Tollin eine große Zahl von Büchern und Aufsätzen. Nach Untersuchungen zum Leben und zur Theologie des spanischen Arztes und antitrinitarischen Theologen Michael Servetus widmete er auch dessen Entdeckung des kleinen Blutkreislaufs eine Untersuchung. Eine weitere Monografie über William Harvey, der Servets Forschungen weiterführte, brachte ihm 1884 die medizinische Ehrendoktorwürde der Universität Bern ein. Weitere Bücher, darunter die fünfbändige Geschichte der Französischen Colonie von Magdeburg (1886–1894), waren der Geschichte der Hugenotten in Deutschland gewidmet.
Ihm und dem Berliner Amtsrichter Richard Béringuier (1854–1916) ist es zu verdanken, dass am 29. September 1890 in Friedrichsdorf am Taunus der Deutsche Hugenotten-Verein (DHV) gegründet wurde, der 1998 in Deutsche Hugenotten-Gesellschaft e.V. (DHG) umbenannt wurde.

## Publikationen (Auswahl)
- Biographische Beiträge zur Geschichte der Toleranz in drei Vorträgen. Frankfurt an der Oder 1866 (online).
- Charakterbild Michael Servet’s gezeichnet. Berlin 1876 (online).
- Die französische Colonie in Magdeburg. Verlag Niemeyer, Halle 1887.
- Die presbyteriale Kirchenordnung insonderheit in der französisch-reformirten Kirche. Vortrag. Magdeburg 1887 (online).
- Geschichte der Französischen Colonie von Magdeburg. Band III, Abth. 1 B, Halle a. d. Saale, 1893 (online).
- Die Hugenotten am Hofe zu Lüneburg und das Edikt Georg Wilhelms, Magdeburg: Heinrichshofen, 1898 (online).
- Die Hugenotten-Kirche zu Frankfurt a. d. O., Magdeburg: Heinrichshofen, 1898 (online).
- Die hugenottenischen Pastoren von Lüneburg, Magdeburg: Heinrichshofen, 1899 (online).